# Thorleif Haug
Thorleif Haug (født 28. september 1894, død 12. december 1934) var en skiløber fra Norge, som dominerede konkurrencerne i nordisk kombination og langrend i 1920'erne.

## Karriere
Haug vandt i Holmenkollrennene den samlede konkurrence tre år i træk fra 1919 og 50 km løbet seks gange på syv år (1919-1924, bortset fra 1922) og han modtog Holmenkollmedaljen i 1919.
Ved VM i 1924 vandt han guld på 18 km og 50 km, og han deltog i de første olympiske vinterlege, der fandt sted i 1924 i Chamonix. Her vandt han først 50 km langrend med et forspring på næsten to minutter til nærmeste konkurrent, landsmanden Thoralf Strømstad; også de to næste i mål var nordmænd. Nogle dage senere stillede han også op på 18 km, hvor han igen vandt sikkert med et forspring på næsten halvandet minut til landsmanden Johan Grøttumsbraaten, mens finnen Tapani Niku klemte sig ind på tredjepladsen foran yderligere to nordmænd. 18 km løbet indgik i nordisk kombinationskonkurrencen, så Haug havde her en fordel inden skihopdelen. Her sejrede Haug også, skønt han ikke hoppede helt så langt som flere af sine landsmænd, men hans stilkarakterer var nok til at give ham førstepladsen. Han vandt derfor den samlede konkurrence med 18,906 point, mens Strømstad blev nummer to med 18,219 point og Grøttumsbraaten nummer tre med 17,854 point. Haug stillede også op i skihopkonkurrencen, der fandt sted samme dag som hop-delen af den kombinerede konkurrence, og her var han oppe mod specialisterne, så landsmanden Jacob Tullin Thams vandt guld med 18,960 point, Narve Bonna fra Norge vandt sølv med 18,688, mens Haug i første omgang vandt bronze. Imidlertid henvendte Thoralf Strømstad, der vandt sølv i nordisk kombineret, sig 40 år senere til den norske skihistoriker Jacob Vaage og hævdede, at Haugs pointtal var beregnet forkert, og at den rette bronzevinder var norsk-amerikaneren Anders Haugen. Vaage kontrollerede tallene og kom frem til samme resultat, så i 1974 ændrede IOC resultatet af konkurrencen og tildelte den da 86-årige Haugen bronzemedaljen. Haug var allerede død i 1934 af lungebetændelse, så han kunne ikke overgive medaljen til Haugen, men denne blev efterfølgende inviteret til Norge, hvor Haugs yngste datter ved en ceremoni gav ham den medalje, der rettelig tilhørte ham. Haugs tre guldmedaljer ved legene er rekord i de nordiske discipliner, skønt flere andre har opnået det samme siden.
Hans sidste store internationale konkurrence kom ved VM i 1926, hvor han vandt sølv i nordisk kombineret.

## Eftermæle
I 1946 blev der opstillet en statue af ham i hjembyen Drammen. Den er blevet flyttet i flere omgange og står nu på Spiralen.
Hans klub gennem det meste af karrieren, Drafn fra Drammen, har siden 1966 arrangeret skiløbet 'Thorleif Haugs Mindeløb', der siden 2003 har været en del af 'Thorleif Haug-skifestivalen'.
På 80-årsdagen for hans død, 12. december 2014, blev foreningen 'Skikongen Thorleif Haugs Venner' stiftet. Foreningen arbejder for at belyse Haugs betydning for sin sport samt for at bevare hans barndomshjem.